# Старквезер, Чарльз
Чарльз Ре́ймонд Старкве́зер (англ. Charles Raymond Starkweather; род. 24 ноября 1938 — 25 июня 1959) — американский  серийный убийца и грабитель (так называемый «неистовый убийца»), убивший 11 человек в Небраске и Вайоминге вместе со своей подругой Кэрил Фьюгейт.

## Биография
Чарльз Старквезер родился в городе Линкольн, штат Небраска. Его отец, Гай Старквезер, работал плотником, мать — Хелен, была домохозяйкой, в трудные времена подрабатывала официанткой. Кроме Чарльза, в семье было ещё шестеро детей. У Чарльза была врождённая деформация коленного сустава и, как следствие, выраженное искривление ног вовнутрь. Кроме того, он заикался и страдал сильной близорукостью и косоглазием, из-за чего в школе его постоянно дразнили, а учителя считали, что он крайне неразвит, так как в 17 лет его рост составлял 1,57 м. Несмотря на низкий рост, подросток был достаточно сильным и со временем стал избивать тех, кто его дразнил, а впоследствии и любого, кто ему не нравился. Вскоре он уже считался одним из самых проблемных учеников.
В своём поведении и во внешности Чарльз подражал любимому актёру — Джеймсу Дину, копируя его внешность и бунтарскую манеру поведения. У него также был комплекс неполноценности — он считал, что ничего не может сделать правильно и обречён на жалкое существование. В октябре 1956 года Чарльз Старквезер познакомился с Кэрил Фьюгейт, будущей партнёршей по убийствам; произошло это благодаря тому, что его лучший друг Боб фон Буш стал встречаться с её старшей сестрой Барбарой. Чарли очень полюбил Кэрил и заботился о ней, желая дать ей всё, чего бы она ни пожелала, поэтому в 16 лет он бросил школу и устроился на склад грузчиком. Склад находился рядом со школой Кэрил, и Чарльз мог видеть её каждый день. Между делом он учил Кэрил водить машину, однако однажды она разбила машину отца Чарльза, после чего тот окончательно поругался с сыном и выгнал его из дома.
Чарльз переехал в мотель к друзьям, Бобу и Барбаре, нашёл новую, низкооплачиваемую, работу — мусорщиком. Кэрил окончательно сделалась центром его жизни: он рассказывал всем, что они поженились, а потом и то, что Кэрил носит его ребёнка, что очень не понравилось её родителям.

## Первое убийство
30 ноября 1957 Чарльз поехал на заправку, где он хотел купить мягкую игрушку для Кэрил в кредит, однако продавец, 21-летний Роберт Колверт, ему отказал. 1 декабря 1957, в три часа дня, Чарльз приехал на заправку с охотничьим ружьём 12-го калибра. Роберт Колверт работал в это время один. Старквезер оставил ружьё в машине, купил пачку сигарет «Camel» и ушёл, потом вернулся, снова оставив ружьё в машине, купил пачку жевательной резинки и опять ушёл. В третий раз он припарковался подальше, надел шляпу, закрыл часть лица банданой и взял ружьё. Затем он пришёл на заправку и, угрожая ружьём, заставил Колверта отдать ему 100 долларов из кассы, затем посадил его в свою машину, отвёз в пустынное место и высадил. Колверт попытался отобрать ружьё, но во время драки ружьё выстрелило, раненый Роберт упал на колени, и Чарльз добил его выстрелом в голову.

## Дальнейшие убийства
21 января 1958 года он приехал домой к Кэрил с винтовкой калибра 22, чтобы пригласить её отчима Мэриона Бартлетта на охоту. Ему открыла дверь мать Кэрил, Вельда, которая сказала, что они не хотят, чтобы Чарльз встречался с Кэрил, и несколько раз ударила его. Старквезер пошёл к таксофону, позвонил на работу Мэриона Бартлетта и сообщил, что тот не выйдет сегодня на работу, потому что заболел. Затем вернулся к дому Бартлеттов, сел на крыльцо и стал ждать Кэрил. Когда Чарльз рассказал Кэрил о том, что произошло, она вбежала в дом и стала спорить с матерью, Чарли последовал за ней. Впоследствии он говорил, что разгневанная Вельда снова накинулась на него с кулаками, крича, что он изнасиловал Кэрил, какое-то время они дрались, затем в комнату ворвался Мэрион с молотком. Старквезер застрелил его. Вельда кинулась на него с ножом, и он выстрелил ей в лицо, затем несколько раз ударил прикладом. В кроватке плакала маленькая сестра Кэрил — Бетти Джин, несколькими ударами приклада была убита и она.
Чарльз и Кэрил убрали тела, спрятав трупы взрослых в сарае, а Бетти Джин — в коробку для мусора, замыли кровь и прожили в этом доме неделю. Чтобы их не беспокоили, Кэрил написала на двери, что вся семья больна гриппом. В течение недели к ним приходил и начальник Мэриона Бартлетта, и сестра Кэрил, Барбара, и бабушка Кэрил, но Кэрил никого не пускала в дом. После этого убийцы решили, что им пора бежать. Вначале они поехали к старому другу семьи Старквезеров — Августу Мейеру. Доподлинно неизвестно, что произошло в действительности, но Мейер в итоге также был застрелен. Чарльз и Кэрил оставили свою машину у дома Мэйеров и пошли голосовать на дорогу. Их подобрали местные подростки Роберт Дженсен и его подруга Кэрол Кинг. По дороге Старквезер рассказал им, что они с Фьюгейт убили несколько человек, но подростки не поверили ему и лишь посмеялись словам Чарльза, что очень разозлило его. На середине пути Чарльз приставил ружьё к шее Дженсена и потребовал у него деньги. Старквезер заставил его вернуться на ферму Мейера и там застрелил Роберта.
Преступники решили вернуться в свой г. Линкольн, там они поехали в богатую часть города, чтобы разжиться там деньгами и едой. В результате они вломились в дом состоятельного промышленника Лауэра Варда. Дома была его жена Клара и горничная Лилиан Фэнкл. Чарльза и Кэрил впустили в дом, вначале Чарльз сказал, что ничего плохого не сделает, если Клара сделает всё, как он скажет. Клара Вард согласилась. Однако через какое-то время она пошла наверх и достала пистолет, хранившийся в её спальне, и Старквезер бросил нож ей в горло. Вечером с работы вернулся сам Лауэр и также был убит. Лилиан была привязана к кровати и забита прикладом.
Чарльз и Кэрил нагрузили «Паккард» Вардов продуктами и приготовились бежать. Они ехали всю ночь и приехали в Вайоминг 29 января. Всю дорогу они высматривали машину, чтобы её украсть и наконец увидели припаркованный Бьюик со спящим человеком внутри. Это был Мерл Коллинсон, путешествующий коммивояжёр. Кэрил Фьюгейт застрелила его, и они хотели уехать, однако сразу им уехать не удалось, так как Чарли долго не мог снять машину с ручного тормоза. Проезжавший мимо механик предложил свою помощь, но, увидев на первом сиденье мертвеца и винтовку, направленную в лицо, вступил в драку. В это же время подъехал шериф и задержал Старквезера и Фьюгейт. По другим данным, Старквезер успел сесть в свой старый автомобиль и был задержан после непродолжительной погони.

## Суд и приговор
На суде Старквезер был признан виновным в 11 умышленных убийствах. Также суд включил в обвинение грабежи и два угона автомобилей. Кэрил Фьюгейт была признана виновной в пособничестве, однако она сама заявила на суде, что Старквезер держал её в заложниках и угрожал убийством. 21 ноября 1958 года суд приговорил 19-летнего Чарльза Старквезера к смертной казни с правом единичного обжалования приговора. 15-летняя Кэрил Фьюгейт была приговорена к пожизненному заключению без права на досрочное освобождение в течение первых 15 лет.
В апреле 1959 года Старквезер обжаловал приговор и попросил смягчить своё наказание до пожизненного заключения. Он отказался от услуг адвоката и защищал себя самостоятельно. На суде он пытался доказать, что большинство совершённых им убийств было самообороной. Однако суд не поверил в его версию событий и оставил приговор без изменений.
Последний ужин Чарльза Старквезера состоял из стейка и банки пива. Преступник сел на электрический стул в исправительном учреждении «Nebraska State Penitentiary» в 0:01 ночи 25 июня 1959 года. От последнего слова отказался и лишь попросил ослабить ремешки на руках и ногах. В течение трёх секунд через его тело был пропущен электрический ток, и в 0:04 врач, присутствовавший на казни, констатировал смерть. Кэрил Фьюгейт была досрочно освобождена в июне 1976 года.
После казни Старквезер был похоронен на кладбище Вьюка в Линкольне, как и пять его жертв, включая мистера и миссис Уорд.

## В массовой культуре

### В литературе
- В произведении Стивена Кинга «Противостояние» Рендалл Флэгг вспоминает, что «какое-то время учился в одной школе с рыжеволосым кривоногим мальчишкой по имени Чарльз Старкуэзер».

### В кино
- «Садист».
- «Пустоши».
- «Прирождённые убийцы».
- «Убийство в провинции».
- «Без ума от оружия» (1992).
- Старквезер является ролевой моделью серийного убийцы (вместе с помогающей ему подружкой) в фильме «Страшилы» — Джонни Бартлетта, сама его фамилия отсылает к фамилии убитой им семьи.Также в фильме упоминается, что они побили его (Старквезера) рекорд убийств.
- «Старквезер».
- Упоминается в фильме «Убить за лайк» — противопоставляется Джеффри Дамеру.

### В музыке
- Американская металкор-группа Starkweather названа по фамилии Старквезера.
- Песня Nebraska с одноимённого альбома Брюса Спрингстина, в которой поётся от лица Старквезера.
- Упоминается в песне Билли Джоэла «We Didn’t Start the Fire».
- Песня Badlands японской группы Church of Misery.

### В играх
- Чарльз Старквезер послужил прототипом для сумасшедшего режиссёра Лайонела Старквезера в игре Manhunt.